# Шејн Рајан
Шејн Рајан (енгл. Shane Ryan; Дрексел Хил, 27. јануар 1994) амерички је пливач који се такмичи за репрезентацију Ирске. Његова специјалности је пливање леђним стилом, а ређе наступа и у тркама слободног стиила.

## Каријера
Пливачку каријеру започео је као део јуниорске репрезентације Сједињених Држава за коју је наступао од 2010. до 2012. године. Након неуспеха на америчким трајалсима за олимпијске игре 2012. Рајан је одлучио да промени држављанство и да се убудуће такмичи за репрезентацију Ирске, земљу из које су пореклом његови родитељи.
Први значајнији наступ за Ирску имао је на европском првенству 2016. у Лондону, а најбољи резултат остварио је у трци на 100 метара леђним стилом у којој је заузео 8. место у финалу. У штафети 4×100 мешовито заузео је 7. место у финалу.
Успео је да исплива олимпијску квалификациону норму и тако се квалификује за ЛОИ 2016. у Рију. У Рију је Рајан наступао у три дисциплине, а набољи резултат остварио је у трци на 100 метара леђним стилом пошто је у квалификацијама био укупно 14. са личним рекордом од 53,85 секунди. У полуфиналу је био укупно 16, а иако није успео да се пласира у финале те дисциплине то му је уједно био и највећи успех у каријери. У тркама на 50 и 100 метара слободним стилом није успео да прође квалификације.
Први наступ на светским првенствима забележио је у Будимпешти 2017, а најбољи резултат било му је 12. место у полуфиналу трке на 100 метара леђно (у полуфиналу је пливао 53,94 секинди). Након светског првенства наступио је на Универзијади у Тајпеју где је освојио златну медаљу у трци на 50 леђно.
Током 2018. такмичио се на Европском првенству у Глазгову и Светском првенству у малим базенима у Хангџоуу, а на оба такмичења је освојио бронзане медаље у тркама на 50 леђно.
Други узастопни наступ на светским првенствима у великим базенима је имао у корејском Квангџуу 2019, где је пливао у појединачним тркама на 50 леђно (11. место у квалификацијама) и 100 леђно (21. место), те у штафетама 4×100 мешовито (14. место) и 4×100 слободно (20. место). Годину је окончао освајањем бронзане медаље у трци на 50 леђно на Европском првенству у малим базенима у Глазгову.